# 九龍的球宴
《九龍的球宴》（日语：クーロンズ・ボール・パレード）是一部日本棒球漫畫，原作者為鎌田幹康、福井葦火負責繪製。於《週刊少年Jump》2021年11号開始連載，至2021年31號連載結束。單行本全3卷。

## 劇情大綱
中學三年級生小豆田玉緒參加了甲子園棒球常勝名校白凰學院甄選，但被淘汰。他遇到了獲選卻放棄資格的龍堂太央。他們決定另組一支球隊來打敗白凰。

## 登場人物

### 黑龍山高校
西東京的前棒球豪強學校。通稱「九龍」。1979年至1981年間，以跟白凰學院之間的激鬥而廣為人知。
小豆田玉緒（あずきだ たまお）
本作男主角。黑龍山高校新入學的一年級生，新生「九龍」之一。捕手，右投右打。
特徵是低矮的身高及戴著大鏡片的眼鏡。體能雖不好但有優秀的分析及配球能力。擅於出謀劃策，也對幾乎全部同期的優秀選手都很瞭解。
曾嚮往加入白凰學院的球隊，自我鍛鍊參加甄選，但落選。之後與龍堂一同被加凜招攬到黑龍山高校，開始以湊齊新生「九龍」的九名選手為目標。
龍堂太央（りゅうどう たお）
黑龍山高校新入學的一年級生，新生「九龍」之一。投手，右投右打，球速143km/h。
性格隨和好相處，是隊上的氣氛調和者。在孤兒院長大的孤兒，棒球是自學的。對於基礎知識極為匱乏，但天分很高。
參加白凰學院的選拔並錄取，但之後卻自己放棄資格，並跑來找小豆田一同組隊。認為小豆田是自己獨一無二的搭檔。
黑瀧加凜（くろたき かりん）
本作女主角。黑龍山高校理事長孫女，一年級生。棒球部經理。
頭上綁著紅色緞帶，巨乳的美少女。新生「九龍」的發起人，從小便夢想要復興黑龍山高校的棒球部，是重度棒球愛好者。
性格積極樂觀且行動力強，幾乎沒有計畫只憑一股熱情便跑去各地學校招攬優秀的選手。勤於打雜，平時九龍練球時為了湊人數也會下場，但棒球打得很差。
劍義鷹（つるぎ よしたか）
黑龍山高校新入學的一年級生，新生「九龍」之一。三壘手，右投右打。
由小豆田等人招攬的最初成員，留有中分的長髮，眼神如鷹般銳利。性格認真而不苟言笑，容易被椿惹怒。
是全國等級的強力打者，與龍堂同為隊上的兩大王牌。
椿凛之丞（つばき りんのじょう）
黑龍山高校新入學的一年級生，新生「九龍」之一。游擊手，右投左打。
擁有中性面容的長髮少年，擅長防守，被譽為「牛若丸」、「現代的吉田義男」。雖然作為選手的素質是一流的，但本人卻極度自戀與自我中心，缺乏隊伍協調性，導致沒有高中想要招攬他。被小豆田等人招攬時立刻答應，但之後在隊伍配合上卻惹出了不少麻煩。
木戶修平（きど しゅうへい）
黑龍山高校新入學的一年級生，新生「九龍」之一。一壘手，右投右打。
平凡的不起眼人物，國中時代作為棒球部副隊長輔佐整個隊伍，是讓隊伍得以團結的關鍵，但自己卻沒有變得有名。
被小豆田稱為「隱藏的名選手」，除了所有數值都在平均以上外，更重要的是他擅於輔助並配合隊伍。
寅本大河（とらもと たいが）
黑龍山高校新入學的一年級生，新生「九龍」之一。左外野手，左投左打。
洞口的青梅竹馬，兩人在聽說「九龍」復興的傳聞後，主動跑來要求入部。
性格強勢而吵鬧，面對洞口會展現出擅於照顧人的一面。將劍視為自己的勁敵。
洞口依夜（ほらぐち　いよ）
黑龍山高校新入學的一年級生，新生「九龍」之一。二壘手，右投右打。
寅本的青梅竹馬，兩人在聽說「九龍」復興的傳聞後，主動跑來要求入部。
性格陰暗膽小，常有負面思考。雖然是優秀選手，卻認為「名校的階級關係一定很可怕」「肯定所有人表面上說得好聽，內心都看不起我」而回絕了所有名校的邀約。之後被寅本強行拉來黑龍山，親眼見識球員間的平等關係後才同意加入。

## 出版書籍
| 卷數 | 集英社 | 集英社        | 集英社                 |
| 卷數 | 副標題 | 發售日期      | ISBN                   |
| ---- | ------ | ------------- | ---------------------- |
| 1    |        | 2021年6月4日  | ISBN 978-4-08-882681-3 |
| 2    |        | 2021年8月4日  | ISBN 978-4-08-882730-8 |
| 3    |        | 2021年10月4日 | ISBN 978-4-08-882789-6 |

## 外部連結
- 集英社《週刊少年Jump》官方網站 （页面存档备份，存于）